# 2013년
2013년은 화요일로 시작하는 평년이다.

## 사건

### 1월
- 1월 1일 - 대한민국, 오스트레일리아, 아르헨티나, 룩셈부르크, 르완다가 국제 연합 안전 보장 이사회의 비상임 이사국이 되다.
- 1월 3일 - 서울고등법원이 2012년 1월 일본 야스쿠니 신사에 불을 지른 류창을 정치범으로 판단해 일본 정부의 범죄인 인도 요청을 기각하다.
- 1월 10일 - 한국은행 금융통화위원회가 기준금리를 2.75%로 동결하다.
- 1월 15일 - 대한민국 대통령직 인수위원회가 정부조직 개편안을 발표하였고 새 정부 조직을 17부 3처 17청으로, 미래창조과학부와 해양수산부를 신설하기로 결정하였다.
- 1월 16일
  - 알제리에서 국제 테러조직 알 카에다와 연계된 무장 세력이 동남부 인아메나스지역의 천연가스전을 공격하였다. 다음 날에 알제리 정부군이 인질 구출작전을 벌이면서 다수의 외국인 근로자가 사망하였다.
  - 영국 런던 상공에서 헬기가 공사장에 있는 크레인과 충돌하여 2명이 사망하였다.
- 1월 18일 - 대한민국 제주특별자치도 서귀포남쪽 720 km, 중화인민공화국 푸젠성 134마일 해상에서 3005 황금호가 화재로 침몰해 한국인 4명이 사망하였다.
- 1월 19일 - 불가리아 소피아에서 터키계 25세 남성 옥타이 에니메흐메도프가 무대 위에서 연설 중이던 야당 권리와 자유의 운동 의장 아흐메드 도간에게 가스총을 쏘려 했으나 불발되었다.이 사건의 여파로 아흐메드 도간은 그 날 당 의장 직을 사임했다.
- 1월 21일 - 미국의 대통령인 버락 오바마가 제2기 임기를 시작하였다.
- 1월 23일 - 러시아 캄차카반도에서 화산이 세 곳에서 동시에 폭발하였다.
- 1월 24일 - 대한민국 서울중앙지방법원에서 긴급조치위반으로 옥고를 치르다 사망한 고 장준하에 대해 39년만에 무죄를 선고했다.
- 1월 27일 - 브라질 포르투알레그리에서 약 300 km 떨어진 산타마리아시내 나이트 클럽에서 화재가 나서 230여명이 사망하였다.

### 2월
- 2월 6일 - 남태평양 솔로몬 제도 인근에서 규모 8의 강진이 발생, 1.5m의 쓰나미가 일어나서 최소 5명이 사망하였고 3명이 부상당했다.
- 2월 12일 - 조선민주주의인민공화국이 함경북도 길주군 풍계리에서 3차 핵실험을 실시하였다.
- 2월 15일 - 러시아 우랄산맥에서 운석이 낙하, 일부 파편은 인구 밀도가 낮은 첼랴빈스크에 떨어졌으며 1000여명이 부상당하였다.
- 2월 22일 - 대한민국 쿡제도 수교  했다
- 2월 24일 - 2013년 이탈리아 국회의원 선거
- 2월 25일 - 대한민국 제17대 대통령 이명박의 임기가 종료되었다. 동시에 제18대 대통령 박근혜의 임기가 시작되었다.
- 2월 26일 - 이집트 룩소르 서안 쿠르나에서 비행하던 열기구가 폭발해 19명이 사망하였다.

### 3월
- 3월 5일 - 조선민주주의인민공화국 최고사령부가 3월 11일부로 정전협정을 백지화하겠다고 선언하였다.
- 3월 7일 - UN 안전보장이사회는 대북제재결의 2094호 채택안을 만장일치로 가결시켰다.
- 3월 10일 - 스웨덴 베르틸 왕자와 결혼을 공식 인정받기까지 30년 이상을 기다린 릴리언 왕자비가 향년 97세 나이로 스톡홀롬의 자택에서 타계하였다.
- 3월 13일 - 용산 국제업무지구 개발 사업의 시행사가 52억 채무 불이행으로 인해 부도 처리되었다.
- 3월 17일 - 새누리당과 민주통합당이 정부조직법 개정을 극적으로 타결시켰다.
- 3월 20일 - KBS, MBC, YTN, 신한은행, 농협 등 방송사와 금융계열 은행 전산망이 대규모로 마비되는 사태가 일어났다. (3·20 전산 대란)
- 3월 21일 - 헌법재판소는 긴급조치 1호, 긴급조치 2호, 긴급조치 9호에 대해서 39년 만에 위헌결정을 내렸다. 하지만 유신헌법 53조는 심판하지 않았다.
- 3월 22일 - 러시아 블라디미르 푸틴 대통령과 중화인민공화국 시진핑 국가주석이 모스크바에서 회담하고, 영토주권의 상호존중과 러시아 가스 수출 협력 등에 합의하였다.
- 3월 25일 - 유럽연합 재무장관들이 브뤼셀에서 키프로스 공화국 대통령과 회의를 갖고 구제금융안을 승인하였다.
- 3월 27일 - 조선민주주의인민공화국이 남북 군통신선을 차단하였다.

### 4월
- 4월 2일 - 조선민주주의인민공화국이 폐기했던 영변 원자로를 재가동하겠다고 선언했다.
- 4월 3일 - 조선민주주의인민공화국이 개성공단 진입을 차단했다.
- 4월 4일 -
  - 국제 해커 집단 어나니머스가 조선민주주의인민공화국 선전용 매체 사이트인 우리민족끼리를 해킹, 계정 9001개를 유출시켰다.
  - 중화인민공화국 상하이시 당국이 조류 인플루엔자로 인한 다섯 번째 사망자가 발생했다고 발표했다.
- 4월 6일
  - 아프가니스탄 자불주 칼라트에서 탈레반이 나토차량을 공격해 미국인 6명과 현지인 1명이 사망했다.
  - 아프가니스탄에서 나토군의 공습으로 민간인 12명이 사망했다.
- 4월 8일
  - 조선민주주의인민공화국이 개성공단에서 일하는 근로자들을 철수시키겠다고 선언했다.
  - 용산개발사업의 최대 주주인 코레일 이사회가 시행사와의 계약 해제와 사업 청산을 결정했다.
- 4월 9일 - 이란 남부 부셰르 인근 지역에서 일어난 지진으로 수백명의 사상자가 발생했다.
- 4월 11일 - 대구광역시와 경상북도 지역에서 70년만의 4월 적설이 기록됐다.
- 4월 13일 - 일본 효고현 아와지 섬 부근에서 리히터 규모 6.0의 지진이 발생했다.
- 4월 14일 - 베네수엘라 대통령 선거에서 니콜라스 마두로가 당선되었다.
- 4월 15일 - 미국 보스턴 마라톤경기 중에 폭탄 테러가 발생, 최소 3명이 사망하고 180여명이 부상당하였다.
- 4월 16일 - 경상북도 경주시 안강읍에서 30대 김모(37)씨가 지나가던 6명의 사람을 상대로 흉기를 휘둘러 부상을 입힌 사건이 일어났다.
- 4월 17일 - 미국 텍사스주 웨스트에서 비료 공장이 폭발해 40여명이 사망하고 100명 이상이 부상했다.
- 4월 20일 - 중화인민공화국 쓰촨성 야안시 루산현에서 규모 7.1의 강진이 발생해 190여명이 숨지고 1명이 부상당했다.
- 4월 24일
  - 대한민국에서 2013년 상반기 재보궐 선거가 실시 되었다.
  - 방글라데시 다카 외곽의 사바르 공단에 있던 8층 건물 라나플라자가 무너져 3000여명이 숨졌다.
- 4월 25일 - 대한민국 통일부가 조선민주주의인민공화국에 개성공단 문제에 관한 회담을 제의했다.
- 4월 26일 - 조선민주주의인민공화국이 회담 제의를 거절함에 따라 개성공단 잔류 인원을 철수시키기로 했다.

### 5월
- 5월 8일 - 박근혜 대통령을 수행해 미국으로 갔던 청와대 대변인 윤창중이 주미대사관 소속 인턴 여직원 성추행 의혹으로 전격 경질되었다.
- 5월 11일 - 전 청와대 대변인 윤창중이 기자회견을 갖고 인턴에 대한 성추행 의혹을 부인하였다.
- 5월 16일
  - 대한민국 대법원은 긴급조치 1호, 긴급조치 9호에 이어 긴급조치 4호도 위헌 판결을 내렸다.
  - 캄보디아 캄퐁스푸의 한 신발공장에서 붕괴사고가 발생 5명이 사망하였다.
- 5월 18일 - 인천광역시 옹진군 백령도 남쪽 44km 해역에서 규모 4.9의 지진이 발생하였다.
- 5월 20일 - 조선민주주의인민공화국이 사흘에 걸쳐 동해쪽으로 단거리 미사일 6발을 발사하다.
- 5월 23일 - 미국 시애틀과 캐나다 브리티시컬럼비아주를 잇는 5번 주간고속도로의 다리가 붕괴되어서 차량 수대가 물에 빠졌다.
- 5월 24일 - 러시아 캄차카반도 앞바다에 규모 8.2의 강진이 발생하였다. 이 지진은 모스크바에서도 감지될 정도로 강력했다.

### 6월
- 6월 2일 - 타이완 중부 난터우현 인근 규모 6.3 강진이 발생, 최소 2명이 사망하고 21명이 부상당하였다.
- 6월 3일 - 중화인민공화국 지린성 더후이 시에서 가금류공장 화재가 발생 120명이 사망하였고, 70명이 부상당하였다. 이날 중화인민공화국 국무부는 6.3 특별중대화재사건으로 규정하였다.
- 6월 7일 - 중화인민공화국 푸젠성 샤먼에서 90명을 태우고 고가도로를 주행하던 버스에서 화재가 발생, 47명이 숨지고 34명이 다쳤다. 후에 용의자는 자살을 감행하면서 세상에 분풀이 하려고 고의로 저지른 범행인 것으로 드러났다.
- 6월 9일 - 대한민국과 조선민주주의인민공화국이 판문점에서 수석대표 회의를 가지다.
- 6월 11일 - 대한민국과 조선민주주의인민공화국이 실무 회담을 개최하다.
- 6월 13일
  - 한국은행 금융통화위원회가 기준금리를 2.50%로 동결하다.
  - 대한민국의 보이그룹 BTS가 데뷔하다.
- 6월 14일
  - 노르웨이가 유럽 국가로서는 처음으로 여성에게도 남성과 같은 병역 의무제도를 국회에서 통과시켰다. 이 제도는 2015년부터 시행되고 있다.
  - 이란 대통령 선거에서 성직자 출신인 하산 로우하니가 11대 대통령으로 당선되었다.
- 6월 19일
  - 이슬람 무장단체 알샤바브가 소말리아 모가디슈에 있는 유엔 건물을 급습해 15명이 사망하였다.
  - 러시아 남부 사마라 지역에 차패브스크 군사병기창에서 탄약이 폭발해 4명이 사망하고, 인근 주민 4천여명이 긴급 대피하였다.
- 6월 25일 - 세이크 하마드 빈 칼리파 알 타니 카타르 국왕이 왕세자인 세이크 타밈 빈 하마드 알 타니에게 왕위를 이양하였다.
- 6월 27일 - 전두환 추징법이 반대 2표, 기권 4표로 국회 본회의에 통과하였다. 이로서 이 법은 2020년 10월까지 시효가 연장된다.

### 7월
- 7월 1일 - 한국거래소는 KRX 스퀘어에서 중소기업 주식시장인 코넥스가 개장하였다.
- 7월 3일
  - 인도네시아 수마트라섬 아체주에서 규모 6.1의 강진이 발생 최소 22명이 사망하고 200여명이 부상당하였다.
  - 긴급조치 9호위반 혐의로 실형을 선고받은 고 김대중 전 대통령과 문익환 목사가 36년 만에 무죄를 받았다.
- 7월 6일
  - 대한민국과 조선민주주의인민공화국은 판문점 통일각에서 개성공단 정상화를 원칙적으로 합의하였다.
  - (현지 시각) 아시아나항공 214편 보잉 777여객기가 샌프란시스코 공항 활주로에서 추락하였다.
- 7월 7일 - 캐나다 퀘벡주에서 원유를 실은 화물열차가 탈선하면서 폭발이 일어나 5명이 사망하고 100여명이 실종하였다.
- 7월 10일 - 서울고등법원 민사 19부는 일제강점기때 신일본제철 강제징용을 당한 피해자 4명에게 각각 1억원씩 4억원을 배상하라고 판결하였다. 법원이 일본 기업에게 강제징용 피해자들에 대한 첫 판결이었다.
- 7월 12일 - 대한민국 대법원은 베트남전 파병 장병들이 고엽제피해를 입었다는 이유로 미국 다우캐미컬과 몬산토제조사를 상대로 손해배상 소송을 제기한 끝에 14년 만에 원고 일부 승소로 판결한 원심을 깨고 사건을 서울고등법원으로 파기 환송하였다. 이는 세계에서 처음이었다.
- 7월 16일 - 저효율 조명기기인 백열전구의 생산 및 수입을 2014년부터 전면 금지하기로 결정하였다.
- 7월 18일
  - 대한민국 국방부는 연예병사제도를 16년만에 폐지하였다.
  - 충청남도 태안군에서 해병대 캠프에 참가했던 공주사대부속고등학교 학생 중 5명이 해상훈련을 하다가 급류에 흽쓸려 실종되었다. 이후 실종자 5명 전원이 시신으로 발견되었다.
- 7월 21일 - 일본 연립여당인 자유민주당과 공명당이 참의원 선거에서 과반의석을 확보하였다. 이로써 아베 신조정권은 향후 3년 동안 집권할 수 있게 되었다.
- 7월 22일 - 중화인민공화국 간쑤성에서 규모 6.6의 강진이 발생해 94명이 사망하고 800여명이 부상하였다.
- 7월 24일 - 스페인 북서부 갈리시아지역 산티아고 데 콤포스텔라시 인근에서 고속철 열차가 탈선해 35명이 사망하고 200여명이 부상하였다.

### 8월
- 8월 5일 - 일본 니가타 공항에서 대한항공소속 보잉 737기가 활주로를 이탈하였다. 다행히도 승객과 승무원 116명은 무사하였다.
- 8월 7일 - 케냐 나이로비에 조모 케냐타 국제공항에서 대형 화재가 발생하였다. 이 사고로 공항이 폐쇄되고 항공기 운항이 전면 취소되었다.
- 8월 8일 강원도 강릉시 대한민국최초 초열대야 관측 (오후 6시 익일 오전 9시 사이 최저 기온 영상 30도 이상)
- 8월 9일 강원도 태백시 최초 열대야 관측
- 8월 13일 지오메트리 대시 출시
- 8월 14일
  - 이집트 카이로 라바광장과 기자 지역 라흐다 광장에서 군인과 진압경찰이 시위대에게 무차별 총격을 가해 2,000명 넘게 사망하였다.
  - 대한민국과 조선민주주의인민공화국은 판문점에서 개성공단과 관련해 5개 조항 합의서를 바탕으로 133일만에 타결되었다.
  - 미국 앨라배마주 버밍햄 국제공항에서 UPS화물기가 추락해 조종사 2명이 사망하였다.
- 8월 16일 - 필리핀 세부 인근 해상에서 여객선 MV 토머스 아퀴나스호가 화물선과 충돌, 최소 40명이 숨지고, 80명이 실종되었으며,250여 명이 구조되었다.
- 8월 18일 - 일본 가고시마현에 위치한 사쿠라지마 화산이 대규모 분화를 일으켰다. 연기는 5,000m 상공까지 치솟았다.
- 8월 21일 - 시리아에서 정부군이 수도 다마스쿠스 인근을 화학무기로 공격해 1,300여 명이 사망하였다.
- 8월 28일 - 광주광역시 광산구 신촌동 신야촌 상공에서 비행훈련 중이던 공군 제 1전투비행사 소속 T-50공군 훈련기가 추락해 2명이 사망하였다.
- 8월 31일 - 대한민국 대구광역시 대구역에서 무궁화호와 KTX가 추돌사고가 발생하였다. 이 사고로 경부선 상하행선의 운행이 전면 중단되었다.

### 9월
- 9월 1일 - 인도네시아 아탐부아 동부 해안에서 규모 6.5에 강진이 발생하였다. 쓰나미는 발생하지 않았다.
- 9월 4일
  - 노태우 전 대통령이 미납 추징금 230억원을 자진 납부하였다. 이로서 16년만에 노태우 비자금사건은 종결하였다.
  - 일본 도쿄 근해에 6.9의 지진이 발생하였다.
- 9월 7일
  - 과테말라 태평양 연안에서 규모 6.5의 강진이 발생하였다.
  - 2013년 오스트레일리아 총선에서 토니 애벗이 이끄는 야당연합이 집권 노동당에 압승하였다. 이로서 6년 만에 다시 보수정권으로 돌아섰다.
- 9월 8일 - 태국 방콕 수완나품국제공항에서 타이항공 여객기 A330이 착륙 도중 활주로로 미끄러지는 사고가 발생해 14명이 부상하였다.
- 9월 9일 - 과테말라 산 마르틴 질로페테크지역에서 도로를 달리던 버스가 계곡에 추락해 44명이 사망하였다.
- 9월 10일 - 전두환 전 대통령의 장남인 전재국이 대국민 사과와 함께 미납 추징금 1672억원을 완납하겠다고 밝혔다.
- 9월 12일 - 미국 콜로라도 주서 대형 홍수가 발생해 4명이 사망하였다.
- 9월 16일
  - 워싱턴 해군공창 총기 난사 사건: 미국 워싱턴 D.C. 해군 복합단지 내 한 사령부 건물에서 총격사건이 발생해 12명이 사망하였다.
  - 제 18호 태풍 마니가 일본을 강타해서 6명이 숨지거나 실종하였고, 120여명이 부상을 입었다.
- 9월 19일 - 미국 시카고의 한 공원에서 총격사건이 발생해 12명이 부상하였다.
- 9월 20일 - 일본 후쿠시마현에 규모 5.9의 지진이 발생하였다.
- 9월 21일 - 케냐 나이로비에 있는 대형 쇼핑몰에서 무장괴한이 총기를 난사해서 72명이 사망하였다.
- 9월 22일 - 독일에서 연방의회 총선가 진행된 가운데 어느 진영도 과반수를 차지하지 못하였다.
- 9월 23일 - 대구 대명동 가스 폭발 사고 발생.
- 9월 24일 - 독일 총선 결과 앙겔라 메르켈이 당선되어서 사실상 3선 연임을 확정지었다.
- 9월 25일 - 파키스탄 남서부에서 7.8의 강진이 발생해 327명이 사망하였다.
- 9월 26일 - 유엔 안전보장이사회는 시리아 화학무기 폐기 결의안에 합의하였다.

### 10월
- 10월 1일 - 캐나다 몬트리올에서 열린 국제민간항공기구 총회에서 대한민국이 이사국 5연임에 성공하였다.
- 10월 3일 - 중화인민공화국 산시성에서 살인 말벌이 기승을 부려 41명이 사망하고 1700여명이 부상하였다.
- 10월 4일 - 이탈리아 남부 람페두사섬해역에서 아프리카인 난민들을 태운 선박이 침몰해 113명이 숨지고 155명을 구조하였다.
- 10월 5일
  - 미국 네이비씰이 케냐 쇼핑몰 테러사건을 저지른 소말리아 이슬람 반군 알샤비브의 본거지를 급습해 지도자급 요인을 사살하였다.
  - 이라크에서 2건의 자살폭탄 테러로 66명이 사망하였다. 또 보도 활동 중이던 알 샤르키아 TV의 한 기자와 카메라 기자도 사망하였다.
- 10월 6일 - 일본항공이 에어버스와 A350 WXB 여객기 31대를 구매하기로 결정하였다.
- 10월 8일 - 대한민국의 제주도와 동해안, 남해안에 제24호 태풍 다나스의 영향으로 최대 200mm가 넘는 강수량을 기록하였다. 대한민국은 15년 만에 10월에 태풍의 영향을 받게 되었다.
- 10월 9일 - 제23호 태풍 피토의 영향으로 중국 대륙 동남부 지역을 강타, 10명이 사망하고 700여명의 이재민이 발생하였다.
- 10월 11일
  - 경상북도 영덕군 동북동쪽 22 km 해역에서 규모 3.6의 지진이 발생하였다. 이 지진으로 인해 대구와 포항에서도 진동이 감지되었다.
  - 이집트 알렉산드리아항 인근에서 난민선이 침몰해 최소 12명이 사망하였다.
- 10월 14일 - 인도 동부 해안에 사이클론 파일린이 상륙해 23명이 사망하였다.
- 10월 15일 - 필리핀 세부 보홀섬에서 규모 7.2의 강진이 발생해 4명이 사망하였다.
- 10월 16일
  - 경상북도 포항시 영일만 앞바다에서 발생한 파나마국적 선박 침몰 사고로 선원 7명이 생존하고 8명이 사망하였다.
  - 제 26호 태풍 위파가 일본 간토 지방을 강타해서 8명이 사망하고 37명이 행방불명되었다.
  - 라오 항공 301편 국내선 여객기가 라오스 남부 메콩강으로 추락해 승무원 5명등 49명이 사망하였다. 이 가운데 한국인 탑승자 3명도 포함이 되었다.
- 10월 21일 - 파키스탄 서남부 발로치스탄주 나시라바드에서 열차가 폭발해 5명이 사망하고 15명이 부상당하였다.
- 10월 24일
  - 인도네시아 수마트라섬 북부 시나붕 화산이 폭발해 화산재가 3 km 상공까지 치솟았다.
  - 대한민국 울산광역시 울주군에서 울산 울주군 여아 학대 사망사건이 발생했다. 이 사건으로 8살난 의붓딸이 계모의 상습적인 학대로 사망하였다.
- 10월 26일 - 일본 후쿠시마현 북쪽 미야기현 오사카군 동남쪽 290 km 해역에서 떨어진 해역에서 규모 7.1의 강진이 발생하였다. 이번 지진으로 도쿄를 비롯한 수도권에서 건물이 흔들림이 감지되었다.
- 10월 28일 - 중화인민공화국 베이징의 천안문 광장에서 정체를 알 수 없는 지프차 한 대가 돌진해 폭발, 5명이 사망하고 38명이 중경상을 입었다.
- 10월 31일 - 타이완 동부 화련현에서 규모 6.3의 지진이 발생하였다. 이는 타이베이에서도 흔들림이 감지되었다.

### 11월
- 11월 1일
  - 미국 로스앤젤레스 국제공항에서 총격사건이 발생해 7명이 사상자가 발생하였다. 범인은 현장에서 체포되었다.
  - 근로정신대 할머니들이 미츠비시 중공업을 상대로 소송을 벌인지 14년 만에 대한민국 법원에서 원고 승소판결을 내렸다.
- 11월 8일 - 초대형 태풍 하이옌이 필리핀 중부 지역에 상륙하면서 12,000명이 숨지고 1,300,000 여명이 대규모 정전사태와 침수피해를 입었다.
- 11월 13일 - 경상북도 영덕군 병곡면 고래불해수욕장 부근 상공을 비행 중이던 한서대학교소속 경비행기가 추락해 3명이 숨졌다.
- 11월 15일 - 중국 공산당은 제 18기 중앙위원회 3중전회에서 한 자녀 정책 완화, 노동교화제를 폐지하기로 결정하였다.
- 11월 16일 - 서울특별시 강남구 삼성동 아이파크에서 LG 전자소속 헬기가 충돌해서 2명이 사망하였다.
- 11월 17일
  - 러시아 중부 타타르스탄 자치 공화국 수도 카잔 공항에서 여객기 착륙 사고가 나서 승객 44명과 승무원 6명 등 50명 전원이 사망하였다. 여기에 타타르스탄 자치 공화국 대통령 아들도 포함되어 있었다.
  - 미국 중서부 일리노이주와 미시간주를 강타한 토네이도로 총 6명이 죽고 수백명이 부상을 입었다.
- 11월 19일 - 대한민국 안전행정부가 일제강점기 관동대지진 학살사건, 강제징용, 삼일운동 피살자 명부를 최초 공개하였다.
- 11월 22일 - 중화인민공화국 칭다오 경제개발기술구에서 송유관이 폭발해 최소 52명이 사망하였다.
- 11월 23일 - 중화인민공화국 정부가 동중국해에 방공식별구역을 선포하였다. 이어도와 일본과 분쟁 중인 센카쿠 열도(댜오위다오)가 포함되어 있어서 대한민국과 일본 정부의 반발을 불러일으켰다.
- 11월 24일 - 이란과 유엔 안전보장이사회 이사국 및 독일은 핵협상이 나흘간의 회의 끝에 10년 만에 극적으로 타결되었다.
- 11월 28일 - lSON 혜성이 KST 29일 오전 3시 48분경, 1,168,000 km 거리로 근일점을 통과하였다.
- 11월 30일 - 모잠비크에서 앙골라로 향하는 모잠비크 항공 여객기가 나미비아 북동쪽 국경지대에 추락해 승객과 승무원 등 33명이 전원 사망하였다.

### 12월
- 12월 1일
  - 태국에서 잉락 태국 총리의 퇴진 시위가 발생해 1명이 사망하였다.
  - 미국 뉴욕 브롱크스에서 메트로노스열차가 탈선해 4명이 사망하고 67명이 부상하였다.
- 12월 3일 - 조선민주주의인민공화국의 2인자인 장성택이 김정은 정권에 의해 실각당했다.
- 12월 5일 - 남아프리카공화국 넬슨 만델라 전 대통령이 95세의 나이로 타계하였다.
- 12월 7일 - 대한민국은 방공식별구역을 62년만에 확장하였다. 확장구역은 이어도, 홍도, 마라도까지 포함되었다.
- 12월 8일 - 싱가포르에서 44년만에 폭동이 일어났다.
- 12월 9일 - 코레일 철도노동조합이 파업에 들어갔다.
- 12월 10일 - 고려대학교 학생이 안암동 정경대 후문에 붙인 ‘안녕들 하십니까?’라는 제목의 대자보가 큰 반향을 불러일으켰다.
- 12월 12일 - 조선민주주의인민공화국의 장성택 국방위 부위원장이 특별군사재판 후 처형되었다.
- 12월 14일 - 중화인민공화국이 발사한 달 탐사위성 창어 3호가 달 착륙에 성공하였다. 이는 미국, 러시아에 이어 3번째이다.
- 12월 15일 - 이집트, 이스라엘 등 중동 지역에 70년만에 폭설이 내려 4명이 사망, 약 900억원의 피해가 발생하였다.
- 12월 17일 - 아프리카 북동부 남수단에서 정부군과 반대파간의 교전이 벌여져 1천여명의 사상자가 발생하였다.
- 12월 22일 - 대한민국 경찰이 서울특별시 서대문구 정동에 있는 경향신문 본사에서 민주노총과 대치하였으나 노조위원장은 찾지 못했다.
- 12월 26일 - 아베 신조 일본 총리가 야스쿠니 신사 참배를 강행하다.
- 12월 29일 - 러시아 남부 볼고그라드에서 이틀간 폭발사고가 발생, 최소 10명이 사망하였다.
- 12월 30일 - 여당과 야당, 노조가 국회의 철도발전소위원회를 구성하고 철도파업에 철회하는 내용의 합의문에 사인하였다.
- 12월 31일 - 이라크에서 제2차 이라크 전쟁이 발발했다.

## 문화
- 1월 1일
  - MBC TV, 24시간 종일방송 개시.
  - 일본 지바현 오아미시라사토 정이 오아미시라사토시로 승격하였다.
- 1월 4일 - PS2의 생산이 전 세계적으로 중단되었다.
- 1월 5일 - 새마을호 PP동차가 종운함에 따라 25년만에 역사속으로 사라졌다.
- 1월 17일 - 주제프 과르디올라가 FC 바이에른 뮌헨의 감독으로 부임하다.
- 1월 19일 ~ 2월 10일 - 2013년 아프리카 네이션스컵이 남아프리카 공화국에서 개막하였다.
- 1월 22일 - 벨리즈 축구 국가대표팀이 니카라과에 2:1이라는 승리를 거두고 2013년 CONCACAF 골드컵에 진출하였다.
- 1월 28일 - 투니버스에서도 웨딩 피치를 방영을 하였다.
- 1월 29일 - 대한민국 강원도 평창에서 2013 동계 스폐셜 올림픽이 개막하였다.
- 1월 30일 - 대한민국 전라남도 고흥군 외나로도에서 정 정각 4시에 나로호가 3차 발사를 성공하였다.
- 2월 11일 - 교황 베네딕토 16세가 28일을 기해 사임한다고 발표했다. 재임 도중에 사임선언은 1415년 그레고리오 12세가 사임한 이후 598년 만에 처음으로 선종에 앞서 사임한 교황이 된다.
- 2월 26일 - 마이크로소프트에서 윈도우 7, 윈도우 서버 2008 R2용 인터넷 익스플로러 10이 출시되었다.
- 3월 2일 ~ 3월 19일 - 2013년 월드 베이스볼 클래식 본선 라운드가 열렸다.
- 3월 6일 - 재형저축이 18년만에 부활하였다.
- 3월 12일 - 스타크래프트의 후속작 스타크래프트 II: 군단의 심장이 출시됐다.
- 3월 13일 - 아르헨티나 출신의 호르헤 마리오 베르고글리오 추기경이 후임 교황으로 선출되어 프란치스코로 명명하였다.
- 3월 16일 - 조반선 와타리~하마요시다 구간이 복구되었다.
- 3월 17일 - 대한민국의 김연아가 2013 국제빙상경기연맹 세계 선수권 대회에서 4년만에 우승을 차지하였다.
- 3월 19일 - 호르헤 마리오 베르골료가 선출 뒤 이날 교황으로 즉위하였다.
- 3월 28일
  - 중앙선 문수역 ~ 마사역 구간이 이설되었다.
  - 평택시흥고속도로가 개통되었다.
- 3월 30일 - 대한민국의 KBO 리그가 개막되었다. 이어서 제9구단인 NC 다이노스가 참가하였다.
- 4월 9일 - 마이크로소프트에서 서비스팩이 설치되지 않은 윈도우 7에 대한 지원을 중단했다.
- 4월 19일 - 대한민국 서울특별시에서 심야버스(올빼미버스) 시범 운행을 시작하였다.
- 4월 23일 - 가수 조용필이 19집 Hello를 통해 10년만에 컴백하였다.
- 5월 4일 - 대한민국의 국보 1호인 숭례문을 성곽까지 복원을 완료, 재개장하였다.
- 5월 9일 - 아메리칸 항공에서 인천국제공항으로 가는 노선을 신설하였다. 인천공항에는 세계 거대 항공사 5개(아메리칸 항공, 델타 항공, 유나이티드 항공, 루프트한자, 에미레이트 항공)가 모두 취항하게 되었다.
- 6월 10일 - 미국 뉴욕 피츠버그에서 LPGA 챔피언쉽대회 마지막 날에 박인비가 올 시즌 메이저 대회 우승을 차지하였다.
- 6월 11일
  - 중화인민공화국 네이멍구 주취안 우주센터에서 유인 우주선 선저우 10호가 발사에 성공하였다.
  - 투니버스에서 웨딩피치를 종영을 하였다.
- 6월 13일 - 아이돌 그룹 방탄소년단이 데뷔하였다.
- 6월 14일
  - 한국프로야구 삼성 라이온즈의 이승엽이 NC 다이노스와의 경기에서 350호 만루홈런을 날렸다.
  - 프랑스 툴루즈 공항에서 에어버스의 차세대 항공기 A350이 첫 비행을 성공적으로 마쳤다.
- 6월 15일 - 2013년 FIFA 컨페더레이션스컵이 브라질에서 개최되었다.
- 6월 17일 - 제39차 G8 정상회의가 북아일랜드 휴양지 로크에른에서 개최되었다.
- 6월 20일 - 삼성 라이온즈 소속 이승엽이 개인 통산 최다 352호 홈런을 날렸다. 이는 한국 선수 최다 신기록이었다.
- 6월 21일 - 2013년 FIFA U-20 월드컵이 튀르키예에서 개최하였다. (~ 7월 13일까지)
- 6월 23일 - 유네스코는 캄보디아에서 열린 제37차 세계유산위원회에서 북한 개성역사유적지구를 유네스코 세계유산으로 선정하였다.
- 6월 24일 - 박인비가 LPGA 아칸소 챔피언쉽에서 유소연을 꺾고 우승하였다.
- 6월 27일 - 중부내륙고속도로 남여주 나들목 구간이 개통되었다.
- 7월 1일
  - 대한민국 민법상 성년의 기준 연령이 종전의 만 20세에서 현행의 만 19세로 하향 조정되었다.
  - 컨페더레이션스컵 결승전에서 스페인이 브라질을 3대 1로 꺾고 우승하였다.
- 7월 6일 - 러시아에서 제 27회 하계유니버시아드가 카잔에서 개최되었다.
- 7월 19일
  - 아시아나항공이 인도네시아 자카르타에 재취항을 하였다.
  - 광주광역시가 2019 세계수영선수권대회 유치에 성공하였다.
- 8월 1일 - 아시아나항공이 인천국제공항내 최대규모인 제2격납고를 개장하였다.
- 8월 3일 - LA 다저스의 류현진이 시카고 컵스와의 원정경기에서 선발 등판해 메이저 리그 첫 해에 10승을 달성하였다.
- 8월 11일
  - 필리핀 마닐라에서 열린 제27회 아시아 농구선수권대회 3-4위 결정전에서 대한민국 대표팀이 중화민국 대표팀을 75-57로 완승을 거두어서 16년만이자 다음해에 열리는 스페인 농구월드컵에 진출을 하게 되었다.
  - 홍순상이 한국 프로골프투어에서 2년만에 우승을 차지하게 되었다.
- 8월 12일
  - 인천국제공항공사가 11억 달러 규모의 미얀마신공항 개발 사업에서 우선협상대상자로 선정되었다.
  - 모스크바 세계육상선수권대회에서 우사인 볼트가 100m 달리기 9.77초의 기록으로 4년만에 우승을 차지하였다.
  - 평택제천고속도로의 대소 분기점-충주 분기점 구간(27.9 km)이 개통되었다.
- 8월 21일 - 대한민국 경상남도 창원시 현대로템 공장에서 3세대 KTX가 첫 선을 보였다.
- 8월 23일 - 러시아 야스니 발사장에서 다목적실용위성인 아리랑 5호가 발사되어 지상국과 첫 교신에 성공하였다. 이는 세계에서 6번째로 지상감시능력을 확대하게 되었다.
- 8월 25일 - 대한민국 충청북도 충주시에서 2013년 세계조정선수권대회가 개막하였다.
- 8월 26일 - 대한민국 경상남도 창원시에서 TBN창원교통방송 개국이다.
- 9월 5일 - 러시아 상트페테르부르크에서 제8차 G20 정상회의가 개막하였다.
- 9월 7일 - 일본 도쿄가 2020년 하계 올림픽 개최지로 선정되었다.
- 9월 14일 - 일본 JAXA가 7년만에 신형 고체연료 로켓발사인 엡실론을 발사 성공하였다.
- 9월 20일 - 미국 로스앤젤레스 다저스가 애리조나 다이아몬드백스와의 원정경기에서 내셔널 리그 서부 우승을 확정지었다.
- 9월 27일
  - 대한민국의 모든 지상파 아날로그 TV 방송이 종료되었다.
  - 미국 포털 야후가 대한민국 시장에서 철수하였다.
- 10월 3일 - 대한민국 서울특별시에서 ISU 쇼트트랙 월드컵이 개막하였다.
- 10월 6일 - 대한민국 전라남도 영암군에서 열린 포뮬러원 그랑프리에서 제바스티안 페델이 3년 연속 우승을 차지하였다.
- 10월 7일 - 인도네시아 발리에서 APEC 정상회의가 개막하였다.
- 10월 9일 - 한글날이 공휴일로 다시 지정되다.
- 10월 10일 - 삼성전자가 휘어지는 스마트폰인 갤럭시 라운드를 출시하였다.
- 10월 15일 - 미국 메이저 리그 세인트루이스 카디널스와 LA 다저스간의 경기에서 류현진이 포스트 시즌 첫 승리를 달성하였다.
- 10월 17일 - 아랍에미리트에서 2013년 FIFA U-17 월드컵이 개막하였다.
- 10월 19일 - FA컵 2013 대회 결승전에서 포항 스틸러스가 전북 현대를 1-1(PK 4:3)으로 꺾고 대회 2연패를 차지하였다.
- 10월 20일 - 두산 베어스가 LG 트윈스를 5대 1로 꺾고 한국시리즈에 진출하였다.
- 10월 22일 - 미국 샌프란시스코에서 애플의 신제품인 아이패드 미니와 아이패드 에어를 출시하였다.
- 10월 29일 - 튀르키예에서 흑해와 마르마라해 사이에 이스탄불 보스포러스 해협을 지나는 해저 철도 마르마라이선이 개통되었다.
- 10월 31일 - 보스턴 레드삭스가 세인트루이스 카디널스를 4승 2패로 꺾고 6년만에 월드시리즈 정상을 차지했다.
- 11월 1일 - KBO 리그 한국시리즈 7차전에서 삼성 라이온즈가 두산 베어스를 7대 3으로 꺾고 시리즈 전적 4승 3패로 통산 7번째 우승을 달성하였다. 2011년 한국시리즈 2012년 한국시리즈에 이은 3연패이다.
- 11월 2일 - 포항운하가 개통되었다.
- 11월 3일
  - 미국 뉴욕 맨해튼 피어36 공연장에서 소녀시대가 제 1회 유투브 뮤직어워드 시상식에서 아시아에서 유일하게 올해의 뮤직비디오 상을 수상하였다.
  - KBS 2TV의 예능 프로그램 해피선데이 코너인 '슈퍼맨이 돌아왔다'가 첫방송을 개시하였다.
  - 일본 미야기현 센다이시의 클리넥스 스타디움에서 열린 일본 시리즈에서 도호쿠 라쿠텐 골든이글스가 요미우리 자이언츠를 3대 0으로 꺾고 창단 이후 첫 일본 시리즈 우승을 차지하였다.
- 11월 4일 - 경춘선 복선전철이 상봉역에서 광운대역으로 연장운행 하였다. 이는 출퇴근 시간으로만 한정된다.
- 11월 7일
  - 마이크로소프트에서 윈도우 7, 윈도우 서버 2008 R2용 인터넷 익스플로러 11이 출시되었다.
  - 대한민국에서 2014학년도 대학수학능력시험이 실시되었다. 이 시험은 처음이자 마지막인 수준별 수능 시험이다.
- 11월 9일
  - AFC 챔피언스리그 2013 결승전에서 FC 서울이 원정 다득점 원칙에 의해 준우승을 하였다.
  - 캐나다 캘거리에서 열린 국제빙상경기연맹 스피드 스케이팅 월드컵 1차 대회 여자 500m 경기에서 이상화가 36.74로 세계 신기록을 달성하였다.
  - 소치 동계올림픽에 쓰일 성화봉이 국제우주정거장에 도착해서 퍼포먼스를 벌였다. 이는 올림픽 역사상 최초로 이루어졌다.
  - 미스유니버스 2013 러시아 모스크바에서 베네수엘라 마리아 가브리엘라 이슬러가 미스유니버스 2013으로 선발되었다.
- 11월 12일 - 인도 화성탐사선 망갈리안이 추가착화로 10만km 떨어진 지구 궤도에 안착에 성공하였다.
- 11월 15일 - 플레이스테이션 4가 발매되었다.
- 11월 20일 - 중화민국 타이중시 인터컨티넨탈 구장에서 캔버라 캐벌리가 퉁이 라이온스를 14:4로 이겨 아시아시리즈 최초로 우승을 차지하였다.
- 11월 21일 - 러시아 야스니 발사장에서 국내 첫 적외선 우주관측 소형위성인 과학기술위성 3호가 첫 교신에 성공하였다.
- 11월 23일 - BBC 최장수 SF 드라마 닥터후가 50주년을 맞이했다.
- 11월 27일 - 부산광역시 영도구와 중구를 연결하는 영도대교가 47년만에 도개교로 개통되었다.
- 11월 30일 - 분당선의 망포역 ~ 수원역 개통으로 전 구간이 개통되었다.
- 12월 1일 - K리그 클래식 2013에서 포항 스틸러스가 울산 현대와의 리그 최종전 원정 경기에서 역전우승을 차지하며 K리그 출범 30년 사상 처음으로 리그와 FA컵을 한 해에 다 들어올리는 더블을 달성했다.
- 12월 5일 - 브라질에서 개최되는 FIFA 집행위원회에서 2017년 FIFA U-20 월드컵을 대한민국이 유치에 성공하였다.
- 12월 6일 - 2014년 FIFA 월드컵 조추첨식이 진행되었다. 여기에서 대한민국은 벨기에, 러시아, 알제리와 함께 H조에 편성되었다.
- 12월 7일 - 크로아티아 자그레브에서 열린 골든 스핀 오브 자그레브 피겨스케이팅 경기에서 김연아 선수가 우승하였다.
- 12월 21일 - kbs연예대상에서 김준호가 대상수상하였다.
- 12월 29일 - MBC방송연예대상에서 아빠? 어디가!가 대상수상하였다.
- 12월 30일 - SBS연예대상에서 김병만이 대상수상하고, MBC연기대상에서 하지원이 대상수상하였다.
- 12월 31일 - kbs연기대상에서 김혜수는 대상수상하고, SBS연기대상에서 이보영이 대상수상하였다. 이때부터 애국가, 방송종료 한밤방영제도가 폐지되어 24시간 채널임을 알린다.

## 탄생
- 1월 4일 - 대한민국의 아역 배우 서연우.
- 1월 5일 - 대한민국의 아역 배우 박예린.
- 1월 7일 - 대한민국의 아역 배우 김연우.
- 1월 17일 - 대한민국의 배우, 모델, 유튜버 기은유.
- 2월 19일 - 조선민주주의인민공화국 김정은 국방위원장의 딸 김주애.
- 2월 21일 - 대한민국의 아역 배우 이효비.
- 3월 12일 - 대한민국의 가수, 배우 이담.
- 4월 9일 - 대한민국의 아역 배우 서이수.
- 5월 31일 - 대한민국의 아역 배우 강지용.
- 6월 14일 - 대한민국의 아역 배우 유준후.
- 6월 18일 - 대한민국의 아역 배우 김시하.
- 7월 6일 - 대한민국의 아역 배우 이소윤.
- 7월 15일 - 대한민국의 유튜버 권율이.
- 7월 18일 - 대한민국의 전 축구 선수 이동국의 딸 이설아, 이수아.
- 7월 22일 - 영국의 왕족 웨일스 공자 조지.
- 8월 8일 - 대한민국의 영화배우 박채은.
- 8월 12일 - 대한민국의 아역 배우 장선율.
- 8월 13일 - 대한민국의 아역 배우 신서우.
- 9월 3일 - 대한민국의 아역 배우 심혜연.
- 9월 16일 - 대한민국의 아역 배우 홍제이.
- 9월 21일 - 대한민국의 아역 배우 정시율.
- 10월 22일 - 대한민국의 가수 황민호.
- 11월 5일 - 대한민국의 아역 배우 이한, 이결.
- 11월 25일 - 대한민국의 아역 배우 안세빈.

### 미상
- 대한민국의 배우 장재하.
- 대한민국의 배우 김준.

## 사망

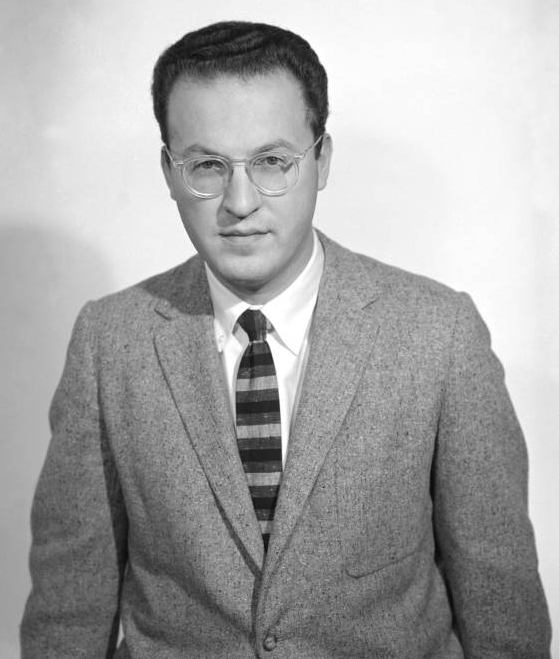
도널드 글레이저

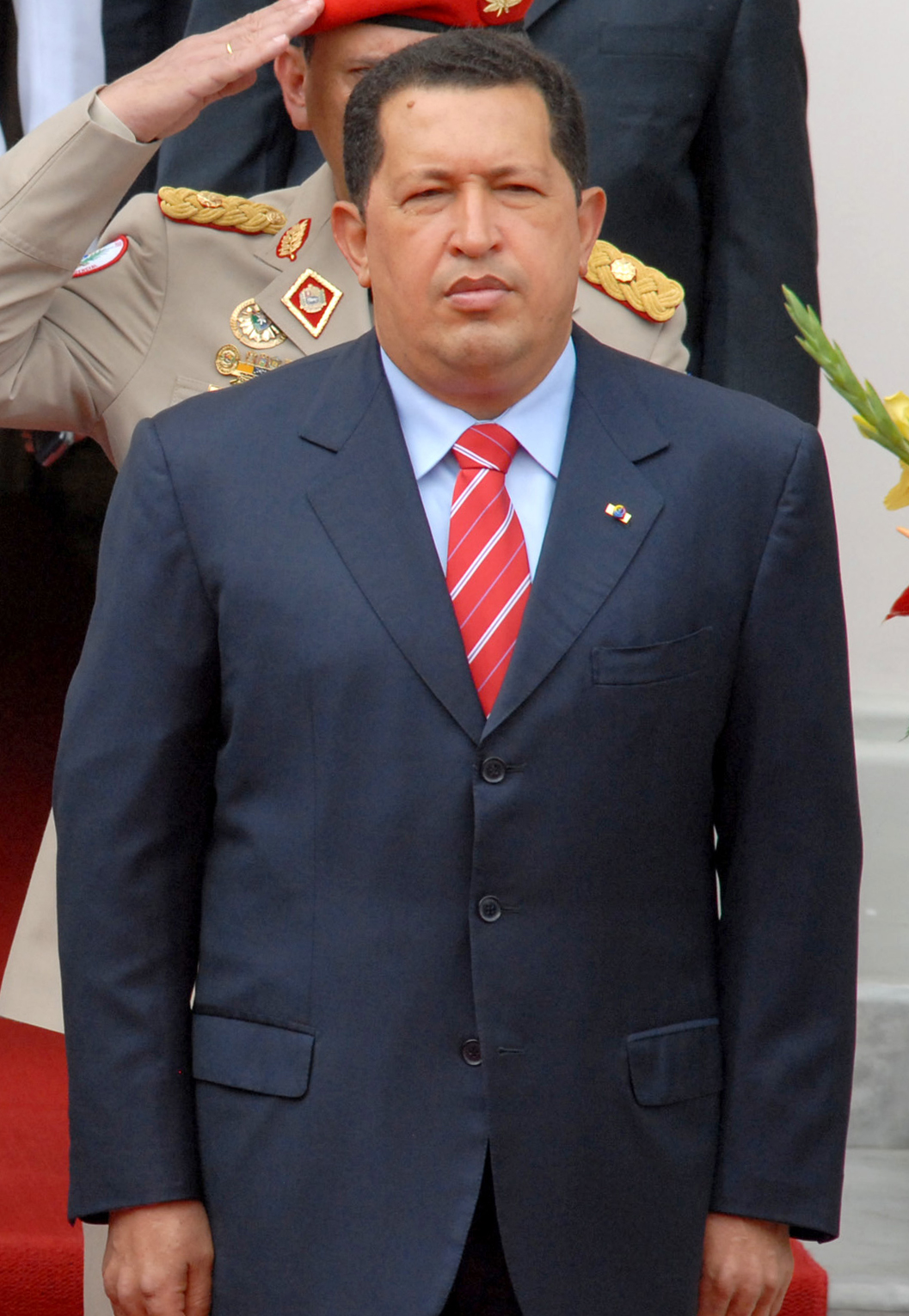
우고 차베스

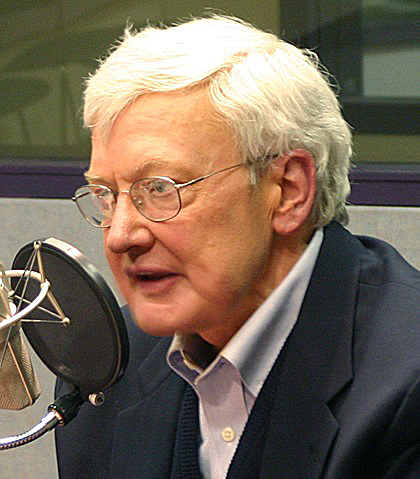
로저 이버트

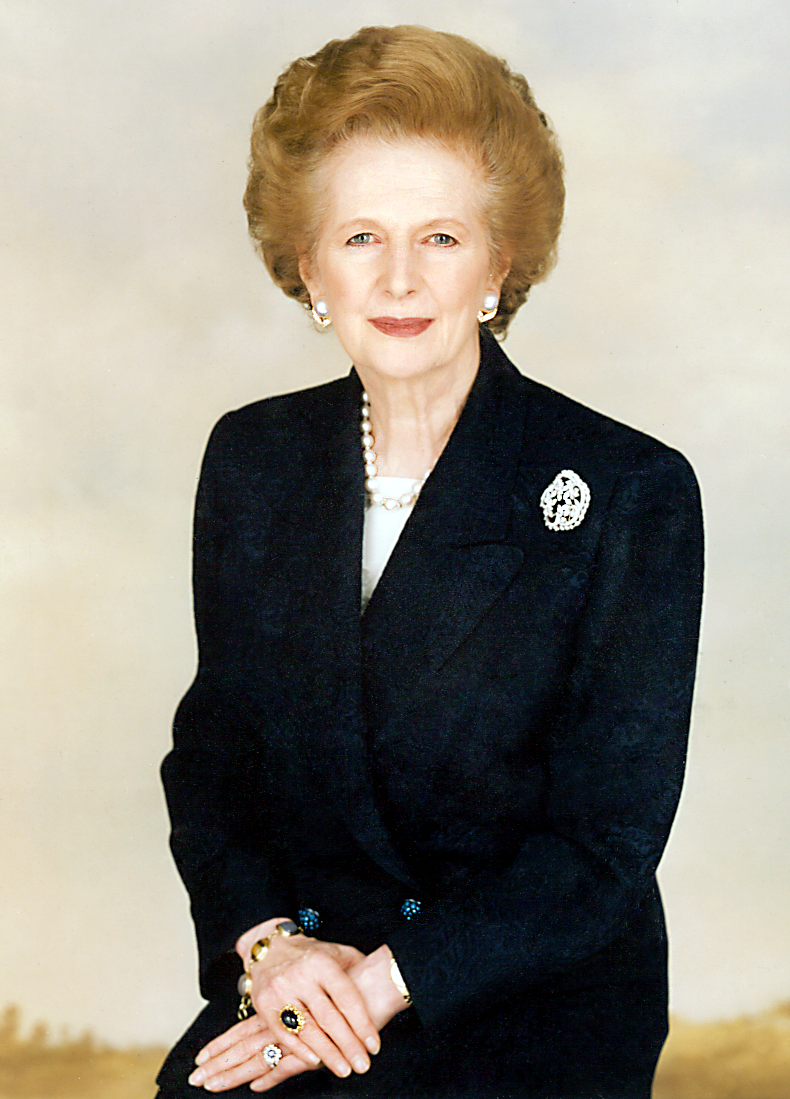
마가릿 대처

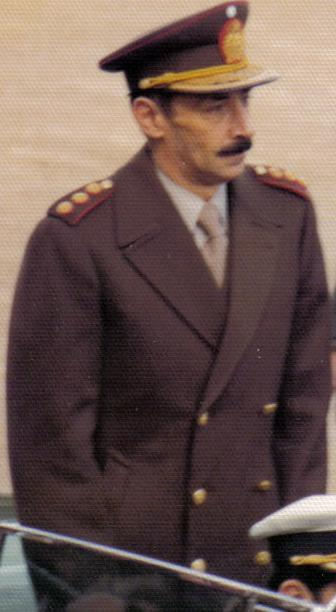
호르헤 비델라

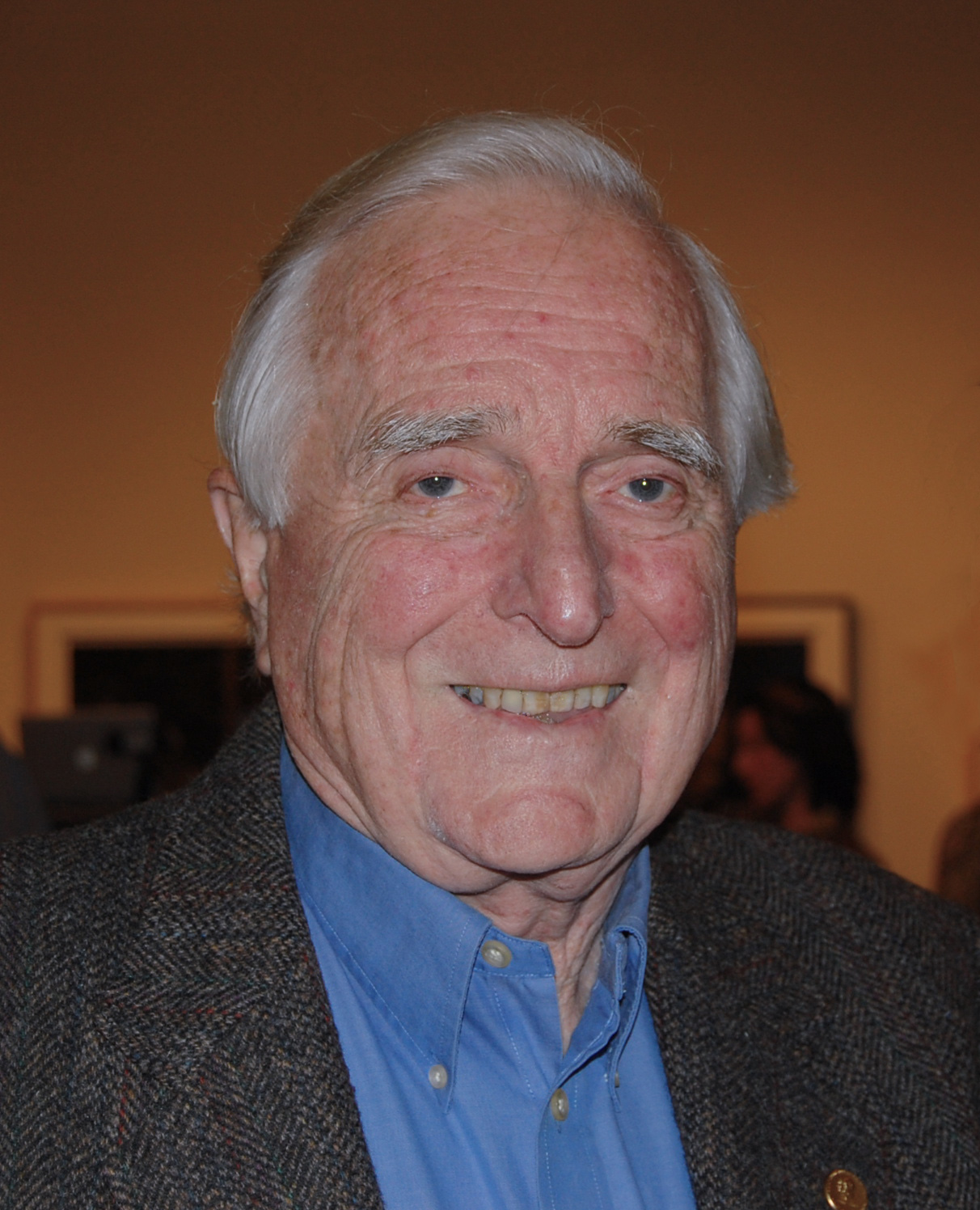
더글러스 엥겔바트

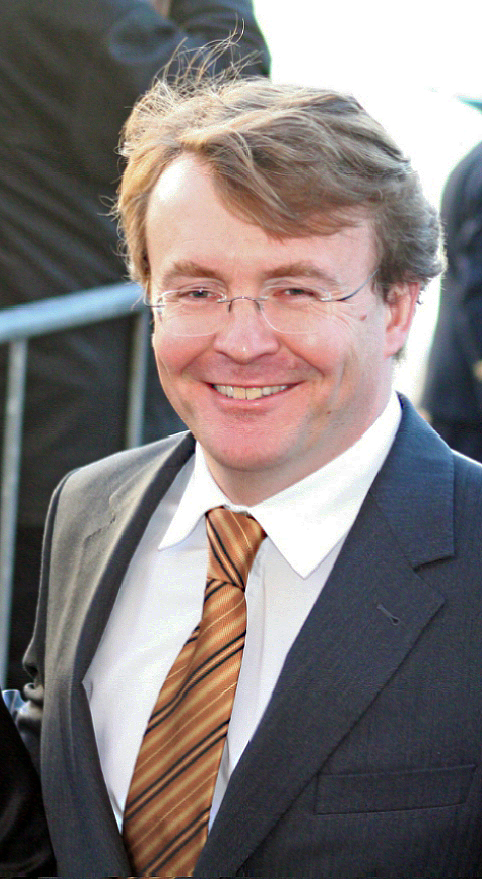
오라녜나사우 공자 프리소

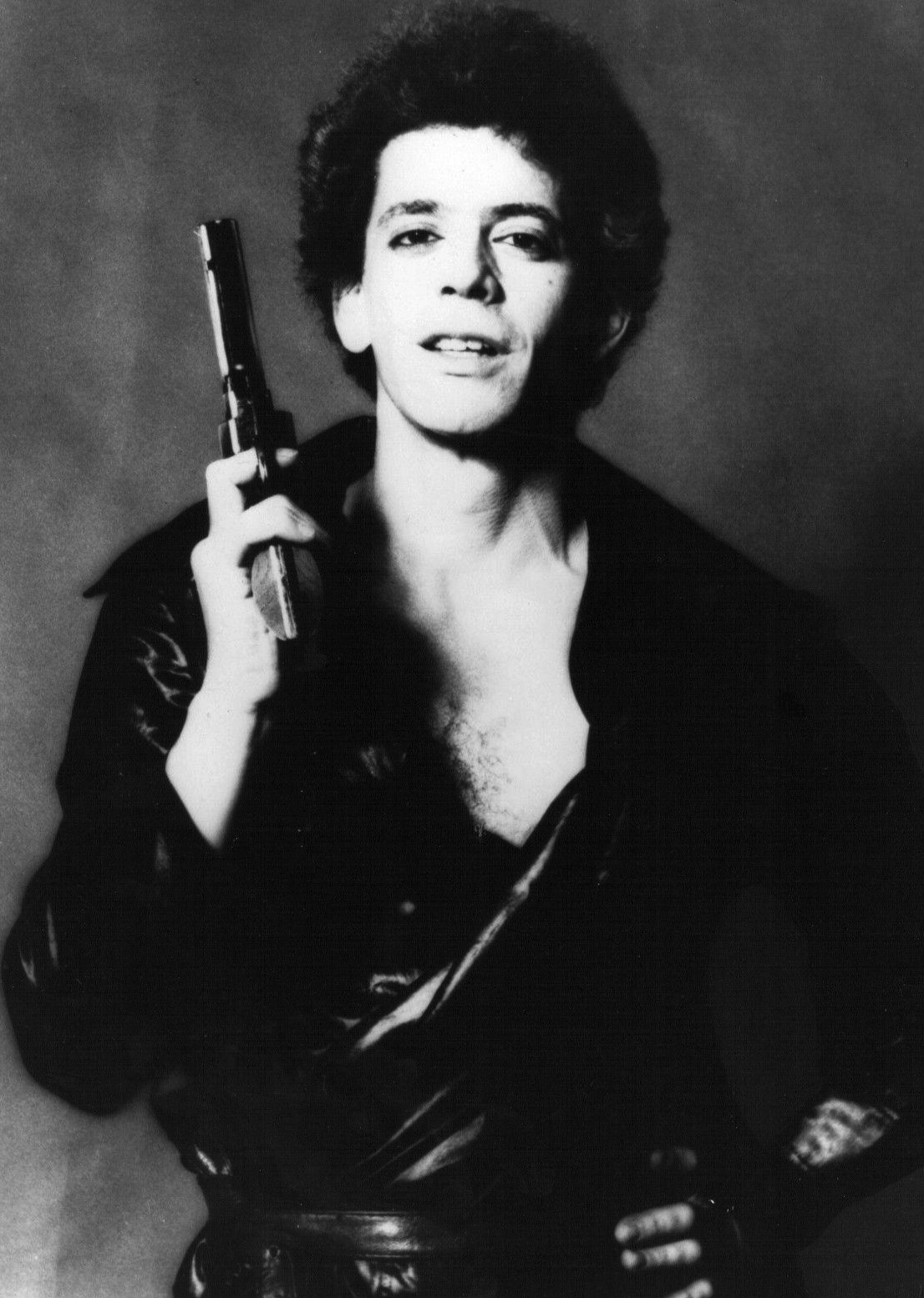
루 리드

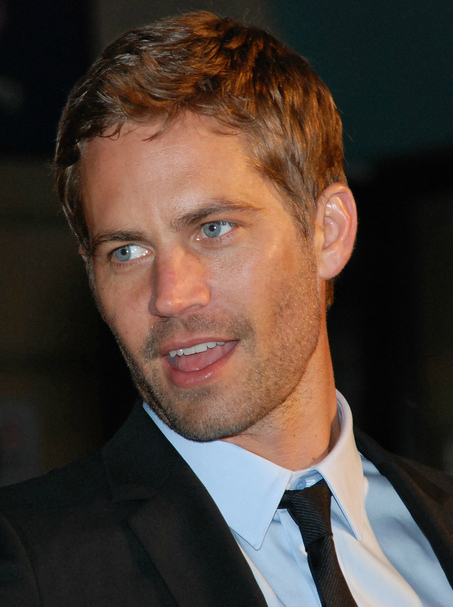
폴 워커

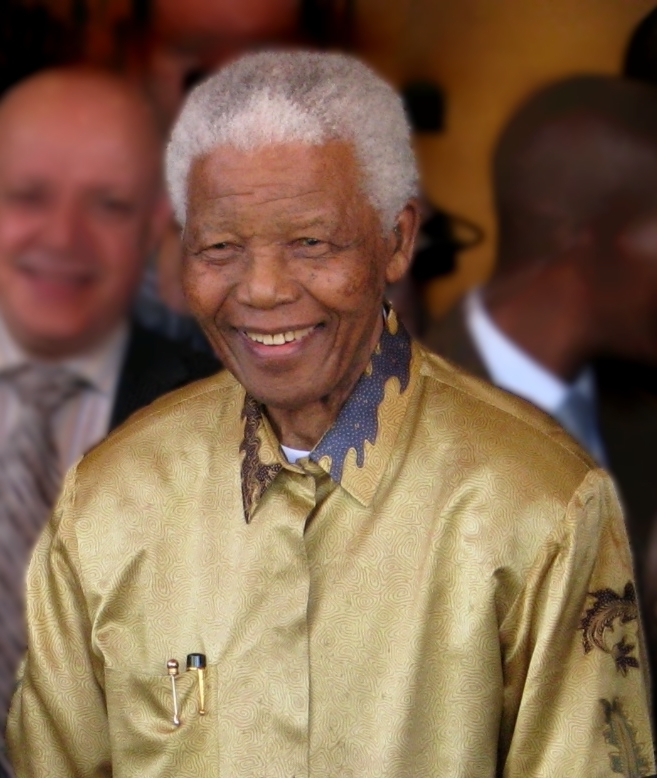
넬슨 만델라

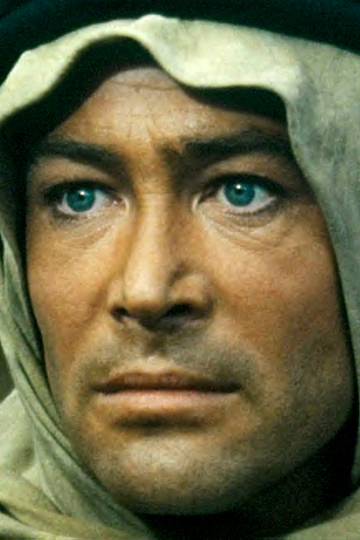
피터 오툴

### 1월
- 1월 1일 - 미국의 음악가 패티 페이지. (1927년~)
- 1월 5일 - 대한민국의 조직폭력배 김태촌. (1948년~)
- 1월 6일 - 대한민국의 야구 선수 조성민. (1973년~)
- 1월 15일 - 일본의 영화 감독 겸 시나리오 작가 오시마 나기사. (1932년~)
- 1월 26일 - 일본의 의학자, 세계 보건 기구의 제4대 사무총장 나카지마 히로시. (~1928년)
- 1월 30일 - 대한민국의 소설가 김지원. (1942년~)

### 2월
- 2월 11일 - 대한민국의 가수 임윤택. (1980년~)
- 2월 12일 - 대한민국의 사진작가 최민식. (1928년~)
- 2월 16일 - 영국의 가수, 기타 연주자 토니 셰리던. (1940년~)
- 2월 17일 - 미국의 가수 민디 매크리디. (1975년~)
- 2월 19일 - 대한민국의 영화 감독 박철수. (1948년~)
- 2월 22일 - 대한민국의 가수, 배우 성인규. (1988년~)
- 2월 28일 - 미국의 물리학자, 연구원 도널드 글레이저. (1926년~)

### 3월
- 3월 3일 - 중화인민공화국의 배우 쑹원페이. (1985년~)
- 3월 5일 - 베네수엘라의 제56~59대 대통령, 정치인 우고 차베스. (1954년~)
- 3월 12일 - 대한민국의 연극배우 강태기. (1950년~)
- 3월 17일 - 대한민국의 대금, 아쟁 명인 서용석. (1940년~)
- 3월 29일 - 대한민국의 배우 김수진. (1975년~)

### 4월
- 4월 1일 - 대한민국의 가수 겸 방송인 박상규. (1942년~)
- 4월 4일
  - 미국의 영화평론가 로저 이버트. (1942년~)
  - 일본의 게임 시나리오 작가 겸 라이트 노벨 작가 야마구치 노보루. (1972년~)
- 4월 8일
  - 영국의 총리 마거릿 대처. (1925년~)
  - 대한민국의 독립운동가 구익균. (1908년~)
- 4월 14일 - 영국의 지휘자 콜린 데이비스. (1927년~)
- 4월 19일 - 미국의 러시아계 테러리스트 타메를란 차르나예프. (1986년~)

### 5월
- 5월 2일 - 미국의 음악가 제프 한네만. (1964년~)
- 5월 6일 - 대한민국의 워크래프트, 프로게이머 박승현. (1989년~)
- 5월 14일 - 대한민국의 생물학자 남궁준. (1920년~)
- 5월 17일
  - 대한민국의 사회기관단체인 박영숙. (1932년~)
  - 아르헨티나의 군인, 정치인 호르헤 라파엘 비델라. (1925년~)
- 5월 18일
  - 대한민국의 국무총리, 정치인 남덕우. (1924년~)
  - 러시아의 영화 감독 알렉세이 발라바노프. (1959년~)
- 5월 26일 - 대한민국의 예술기관단체인 김주호. (1960년~)
- 5월 30일 - 대한민국의 방송인 이종환. (1937년~)

### 6월
- 6월 5일 - 대한민국의 원불교 원정사 김윤남. (1924년~)
- 6월 7일 - 프랑스의 총리, 정치인 피에르 모루아. (1928년~)
- 6월 8일 - 대한민국의 희극인 함효주. (1984년~)
- 6월 15일 - 제2차 세계대전의 유일한 소련군 조선인 참전자 정상진. (1918년~)
- 6월 20일 - 미국의 배우 제임스 갠돌피니. (1961년~)
- 6월 21일 - 대한민국의 희극인, 배우 남철. (1934년~)

### 7월
- 7월 2일
  - 미국의 군인 힐다 클레이턴. (1991년~)
  - 미국의 연구인 겸 발명가 더글러스 엥겔바트. (1925년~)
- 7월 10일 - 대한민국의 프로골프 선수 구옥희. (1956년~)
- 7월 15일 - 대한민국의 야구 선수 이장희. (1989년~)
- 7월 23일 - 대한민국의 방송 PD 김종학. (1951년~)
- 7월 24일 - 대한민국의 기업인 최수부. (1936년~)
- 7월 26일 - 대한민국의 사회기관단체인 성재기. (1967년~)
- 7월 29일 - 에콰도르의 축구 선수 크리스티안 베니테스. (1986년~)

### 8월
- 8월 2일 - 대한민국의 영화배우 박용식. (1946년~)
- 8월 12일
  - 대한민국의 정치인 김종률. (1962년~)
  - 네덜란드의 왕족 오라녜나사우 공자 프리소. (1968년~)
- 8월 14일 - 미국의 배우 리사 로빈 켈리. (1970년~)
- 8월 25일
  - 대한민국의 기업인, 정치인 고희선. (1949년~)
  - 대한민국의 희극인 오성우. (1966년~)

### 9월
- 9월 18일 - 대한민국의 외무공무원 및 사회기관단체인 최필립. (1928년~)
- 9월 19일 - 일본의 기업인 야마우치 히로시. (1927년~)
- 9월 15일 - 대한민국의 작가, 소설가 최인호. (1945년~)
- 9월 29일 - 일본의 소설가 야마사키 도요코. (1924년~)

### 10월
- 10월 4일 - 베트남의 군사 지도자 보응우옌잡. (1911년~)
- 10월 8일 - 대한민국의 가수 로티플 스카이. (1988년~)
- 10월 10일 - 일본의 영화배우 및 성우 단 토모유키. (1963년~)
- 10월 13일 - 일본의 만화가 야나세 다카시. (1919년~)
- 10월 15일 - 프랑스의 축구 선수 및 감독 브뤼노 메취. (1954년~)
- 10월 20일 - 대한민국의 가수 및 작곡가 주찬권. (1955년~)
- 10월 26일 - 대한민국의 PD, 드라마 연출가 장형일. (1938년~)
- 10월 27일 - 미국의 가수 루 리드. (1942년~)
- 10월 28일 - 일본의 야구 선수, 야구 지도자, 평론가 가와카미 데쓰하루. (1920년~)

### 11월
- 11월 22일 - 대한민국의 씨름 선수 박영배. (1982년~)
- 11월 25일 - 대한민국의 군인 채명신. (1926년~)
- 11월 30일 - 미국의 영화배우 폴 워커. (1973년~)

### 12월
- 12월 5일 - 남아프리카공화국의 제8대 대통령 넬슨 만델라. (1918년~)
- 12월 12일
  - 대한민국의 가수 김지훈. (1973년~)
  - 조선민주주의인민공화국의 국방위원회 부위원장 장성택. (1946년~)
- 12월 14일
  - 대한민국의 군인 백인엽. (1923년~)
  - 아일랜드의 배우 피터 오툴. (1932년~)
- 12월 15일 - 영국, 미국의 배우 조앤 폰테인. (1917년~)
- 12월 17일
  - 스페인의 추기경 리카르도 마리아 카를레스 고르도. (1926년~)
  - 대한민국의 사회기관단체인 김동주. (1966년~)
- 12월 23일 - 러시아의 군인 및 발명가 미하일 칼라시니코프. (1919년~)

## 노벨상
- 경제학상: 유진 파마, 라스 피터 한센, 로버트 쉴러
- 문학상: 앨리스 먼로
- 물리학상: 피터 힉스, 프랑수아 앙글레르
- 생리학 및 의학상: 제임스 로스맨, 랜디 쉐크맨, 토마스 쥐트호프
- 평화상: 화학 무기 금지 기구 (OPCW)
- 화학상: 마틴 카플러스, 마이클 래빗, 아리 워셜

## 달력
| 1월 |    |    |    |    |    |    |
| 일  | 월 | 화 | 수 | 목 | 금 | 토 |
|     |    | 1  | 2  | 3  | 4  | 5  |
| 6   | 7  | 8  | 9  | 10 | 11 | 12 |
| 13  | 14 | 15 | 16 | 17 | 18 | 19 |
| 20  | 21 | 22 | 23 | 24 | 25 | 26 |
| 27  | 28 | 29 | 30 | 31 |    |    |

| 2월 |    |    |    |    |    |    |
| 일  | 월 | 화 | 수 | 목 | 금 | 토 |
|     |    |    |    |    | 1  | 2  |
| 3   | 4  | 5  | 6  | 7  | 8  | 9  |
| 10  | 11 | 12 | 13 | 14 | 15 | 16 |
| 17  | 18 | 19 | 20 | 21 | 22 | 23 |
| 24  | 25 | 26 | 27 | 28 |    |    |

| 3월 |    |    |    |    |    |    |
| 일  | 월 | 화 | 수 | 목 | 금 | 토 |
|     |    |    |    |    | 1  | 2  |
| 3   | 4  | 5  | 6  | 7  | 8  | 9  |
| 10  | 11 | 12 | 13 | 14 | 15 | 16 |
| 17  | 18 | 19 | 20 | 21 | 22 | 23 |
| 24  | 25 | 26 | 27 | 28 | 29 | 30 |
| 31  |    |    |    |    |    |    |

| 4월 |    |    |    |    |    |    |
| 일  | 월 | 화 | 수 | 목 | 금 | 토 |
|     | 1  | 2  | 3  | 4  | 5  | 6  |
| 7   | 8  | 9  | 10 | 11 | 12 | 13 |
| 14  | 15 | 16 | 17 | 18 | 19 | 20 |
| 21  | 22 | 23 | 24 | 25 | 26 | 27 |
| 28  | 29 | 30 |    |    |    |    |

| 5월 |    |    |    |    |    |    |
| 일  | 월 | 화 | 수 | 목 | 금 | 토 |
|     |    |    | 1  | 2  | 3  | 4  |
| 5   | 6  | 7  | 8  | 9  | 10 | 11 |
| 12  | 13 | 14 | 15 | 16 | 17 | 18 |
| 19  | 20 | 21 | 22 | 23 | 24 | 25 |
| 26  | 27 | 28 | 29 | 30 | 31 |    |

| 6월 |    |    |    |    |    |    |
| 일  | 월 | 화 | 수 | 목 | 금 | 토 |
|     |    |    |    |    |    | 1  |
| 2   | 3  | 4  | 5  | 6  | 7  | 8  |
| 9   | 10 | 11 | 12 | 13 | 14 | 15 |
| 16  | 17 | 18 | 19 | 20 | 21 | 22 |
| 23  | 24 | 25 | 26 | 27 | 28 | 29 |
| 30  |    |    |    |    |    |    |

| 7월 |    |    |    |    |    |    |
| 일  | 월 | 화 | 수 | 목 | 금 | 토 |
|     | 1  | 2  | 3  | 4  | 5  | 6  |
| 7   | 8  | 9  | 10 | 11 | 12 | 13 |
| 14  | 15 | 16 | 17 | 18 | 19 | 20 |
| 21  | 22 | 23 | 24 | 25 | 26 | 27 |
| 28  | 29 | 30 | 31 |    |    |    |

| 8월 |    |    |    |    |    |    |
| 일  | 월 | 화 | 수 | 목 | 금 | 토 |
|     |    |    |    | 1  | 2  | 3  |
| 4   | 5  | 6  | 7  | 8  | 9  | 10 |
| 11  | 12 | 13 | 14 | 15 | 16 | 17 |
| 18  | 19 | 20 | 21 | 22 | 23 | 24 |
| 25  | 26 | 27 | 28 | 29 | 30 | 31 |

| 9월 |    |    |    |    |    |    |
| 일  | 월 | 화 | 수 | 목 | 금 | 토 |
| 1   | 2  | 3  | 4  | 5  | 6  | 7  |
| 8   | 9  | 10 | 11 | 12 | 13 | 14 |
| 15  | 16 | 17 | 18 | 19 | 20 | 21 |
| 22  | 23 | 24 | 25 | 26 | 27 | 28 |
| 29  | 30 |    |    |    |    |    |

| 10월 |    |    |    |    |    |    |
| 일   | 월 | 화 | 수 | 목 | 금 | 토 |
|      |    | 1  | 2  | 3  | 4  | 5  |
| 6    | 7  | 8  | 9  | 10 | 11 | 12 |
| 13   | 14 | 15 | 16 | 17 | 18 | 19 |
| 20   | 21 | 22 | 23 | 24 | 25 | 26 |
| 27   | 28 | 29 | 30 | 31 |    |    |

| 11월 |    |    |    |    |    |    |
| 일   | 월 | 화 | 수 | 목 | 금 | 토 |
|      |    |    |    |    | 1  | 2  |
| 3    | 4  | 5  | 6  | 7  | 8  | 9  |
| 10   | 11 | 12 | 13 | 14 | 15 | 16 |
| 17   | 18 | 19 | 20 | 21 | 22 | 23 |
| 24   | 25 | 26 | 27 | 28 | 29 | 30 |

| 12월 |    |    |    |    |    |    |
| 일   | 월 | 화 | 수 | 목 | 금 | 토 |
| 1    | 2  | 3  | 4  | 5  | 6  | 7  |
| 8    | 9  | 10 | 11 | 12 | 13 | 14 |
| 15   | 16 | 17 | 18 | 19 | 20 | 21 |
| 22   | 23 | 24 | 25 | 26 | 27 | 28 |
| 29   | 30 | 31 |    |    |    |    |

### 음양력 대조 일람
| 음력월 | 월건 | 대소 | 음력 1일의 양력 월일 | 음력 1일 간지 |
| ------ | ---- | ---- | -------------------- | ------------- |
| 1월    | 갑인 | 대   | 2월 10일             | 정미          |
| 2월    | 을묘 | 소   | 3월 12일             | 정축          |
| 3월    | 병진 | 대   | 4월 10일             | 병오          |
| 4월    | 정사 | 대   | 5월 10일             | 병자          |
| 5월    | 무오 | 소   | 6월 9일              | 병오          |
| 6월    | 기미 | 대   | 7월 8일              | 을해          |
| 7월    | 경신 | 소   | 8월 7일              | 을사          |
| 8월    | 신유 | 대   | 9월 5일              | 갑술          |
| 9월    | 임술 | 소   | 10월 5일             | 갑진          |
| 10월   | 계해 | 대   | 11월 3일             | 계유          |
| 11월   | 갑자 | 소   | 12월 3일             | 계묘          |
| 12월   | 을축 | 대   | 2014년 1월 1일       | 임신          |

### 연휴
- 2월 9일 (토) ~ 2월 11일 (월) - 설날 연휴 (3일)
- 3월 1일 (금) ~ 3월 3일 (일) - 삼일절 연휴 (3일)
- 5월 17일 (금) ~ 5월 19일 (일) - 부처님 오신 날 연휴 (3일)
- 9월 18일 (수) ~ 9월 22일 (일) - 추석 연휴 (5일)